# Fertinitro
Fertilizantes Nitrogenados de Venezuela, más conocido por su acrónimo Fertinitro, es una empresa estatal venezolana, productora de fertilizantes. Produce alrededor 1.5 millones de toneladas de urea por año.[cita requerida]

## Historia
Se constituyó el 27 de marzo de 1998 en el Complejo Petroquímico José Antonio Anzoátegui.
Hasta 2010 era propiedad de Pequiven en un 35% , la corporación Koch Minerals Sarl mantenía una participación de 25% filial de Koch Industrias, Snamprogetti,  filial de la petrolera italiana ENI y Alimentos Polar, tenían el resto del paquete accionario . En octubre de ese año fue expropiada mediante una inesperada oferta de compra por el gobierno de Venezuela, de 105 centavos de dólar por cada bono en manos de Koch Industries la cual no aceptó. En 2011 la empresa Koch demando ante el CIADI que falló a favor de la compañía y sentenció a Venezuela a pagar $409 millones en diciembre de 2017.

## Producción
Posee dos plantas de amoníaco con capacidad de producción máxima diaria de 1.8 MTMA cada una y dos plantas de urea con capacidad de producción máxima diaria de 2.2 MTMA cada una. La construcción del conjunto de dos plantas, también llamadas trenes, demoró 36 meses en ellas y a partir de gas natural se produce amoníaco y urea.
Fertinitro es uno de los productores principales del mundo de fertilizantes nitrogenados, con una capacidad de producción diaria de 3,600 toneladas de amoníaco y 4,400 toneladas de urea.